# Brixia venusta
Brixia venusta är en insektsart som beskrevs av Tsaur 1991. Brixia venusta ingår i släktet Brixia och familjen kilstritar. Inga underarter finns listade i Catalogue of Life.